# Попасна
Попа́сна — місто в Україні, адміністративний центр Попаснянської міської громади Сіверськодонецького району Луганської області та колишній центр ліквідованого Попаснянського району Луганської області України. Засноване в 70-ті роки XIX ст. у зв'язку з будівництвом Донецької залізниці. Місто розташоване в південно-західній частині області, за 90 км від обласного центру. За даними на 17 квітня 2023 року в місті Попасна проживало приблизно 200 осіб.
Місто було майже повністю зруйноване під час бойових дій у лютому-травні 2022 і тимчасово окуповане Російською Федерацією з 8 травня 2022 року.

## Географія
Поблизу міста проходить Т 05-04. На південно-західній частині міста бере початок річка Балка Пилипчата. У місті бере початок
річка Балка Комишуваха. У південній частині міста бере початок Балка Калинова.

## Історія
Назву місто дістало від хутора Попасна[джерело?], який належав місцевому поміщикові і був базою для випасу овець[джерело?]. Первісна назва хутора — Кленовий: за поширення клену[джерело?].
У 1850 році почалося будівництво Донецької Кам'яновугільної залізниці, а в 1878 пішли перші поїзди з Попасної до Дебальцевого та Краматорська. У цьому ж році був побудований залізничний вокзал станції Попасна. З 1910 року Попасна стала великим залізничним вузлом. З 1912 по 1931 рік були побудовані завод силікатної цегли, паровий млин, скляний завод (евакуйований з Польщі), три школи, клуб, бібліотека, вагонне і локомотивне депо, вагоноремонтний завод.
Місто постраждало внаслідок геноциду українського народу, вчиненого урядом СРСР у 1932—1933 роках, кількість встановлених жертв — 416 людей.
24 жовтня 1938 року Попасній був офіційно присвоєний статус міста. До 1944 року місто мало назву імені Л. М. Кагановича. У роки війни місто було сильно зруйноване. Але вже з 1944 року, після звільнення, місту повернули назву «Попасна» і в ньому почали відновлювати виробництво. Після війни з'явилися такі підприємства як хлібокомбінат, завод продтоварів, швейна фабрика, молокозавод.
У 1955 році тут діяли кілька підприємств з обслуговування залізничного транспорту, скляний завод, молочний завод, хлібопекарський комбінат, три середні школи, три семирічні школи, дві школи робітничої молоді, початкова школа, 5 бібліотек, стадіон.
У 1974 році чисельність населення становила 30,3 тис. осіб, найбільшими підприємствами були вагоноремонтний завод, завод металовиробів, скляний завод, молокозавод і швейна фабрика.
У січні 1989 року чисельність населення становила 30 257 осіб (14191 чоловіків і 16066 жінок), тут діяв вагоноремонтний завод, завод металовиробів, склозавод і швейна фабрика.

### Війна на сході України
З 2014 року місто перебуває в зоні бойових дій війни на сході України.
22 липня, у межах АТО, українські військові підрозділи і добровольчий батальйон «Донбас» звільнили Попасну від угруповань бойовиків ЛНР.

### Російське вторгнення 2022 року
Російські загарбники стали обстрілювати місто невдовзі після початку повномасштабної збройної агресії в лютому 2022 року.
8 травня 2022 року українським військовим довелось відійти на підготовлені позиції, місто опинилось під російською окупацією.
2 липня 2022 року в місті спочатку зайнявся, а потім вибухнув російський склад боєприпасів.
27 жовтня 2022 року з'явились заяви, що окупанти не збираються відбудовувати місто Попасна. Окупантами розглядають ідеї переселення людей в інші окуповані міста: Первомайськ, Золоте, Лисичанськ, Сєвєродонецьк.

## Населення

### Мова
За даними перепису 2001 року 49,44 % населення міста вказали українську мову рідною, 50,31 % — російську, 0,25 % — інші мови.

## Економіка
Економіка міста переважно орієнтована на залізничний транспорт і вугільну промисловість.
Тут діють вагоноремонтний завод, локомотивне депо, вагонне депоі хлібоприймальне підприємство.

## ЗМІ
Попасна.City — міське інтернет-видання, запущене у липні 2018 року колективом газети «Попаснянський вісник» та Агенцією розвитку локальних медіа «Або». З початком повномасштабної війни редакція релокувалася і продовжує щоденно оновлювати сайт.

## Архітектура
- Свято-Миколаївський храм (22.05.1909 р.)
- Палац культури залізничників(1928 р.), зараз Будинок науки і техніки.
- Палац культури вагоноремонтного заводу (1953 р.), з 1991 року — районний будинок культури.[19]

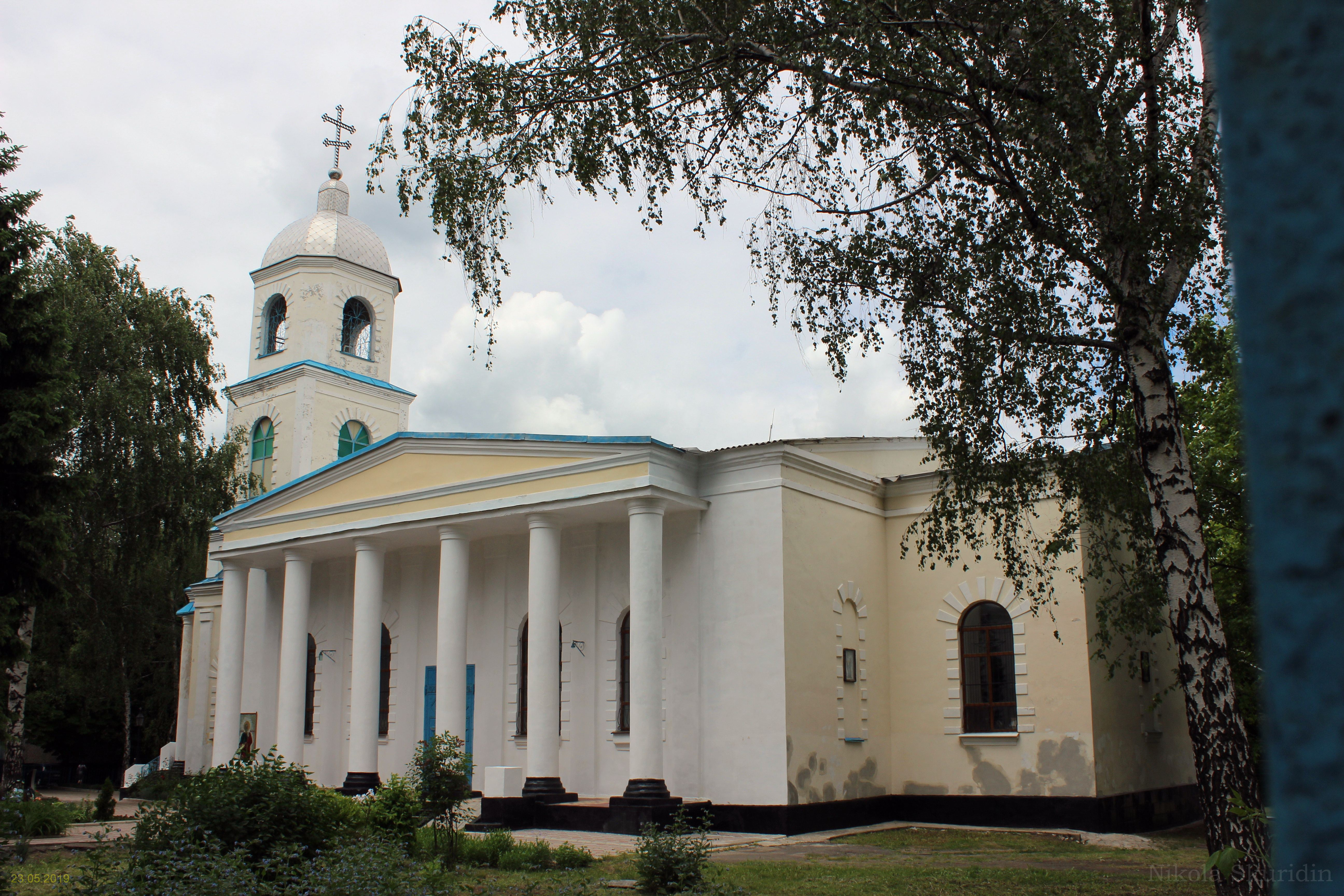
Св.Миколаївський храм
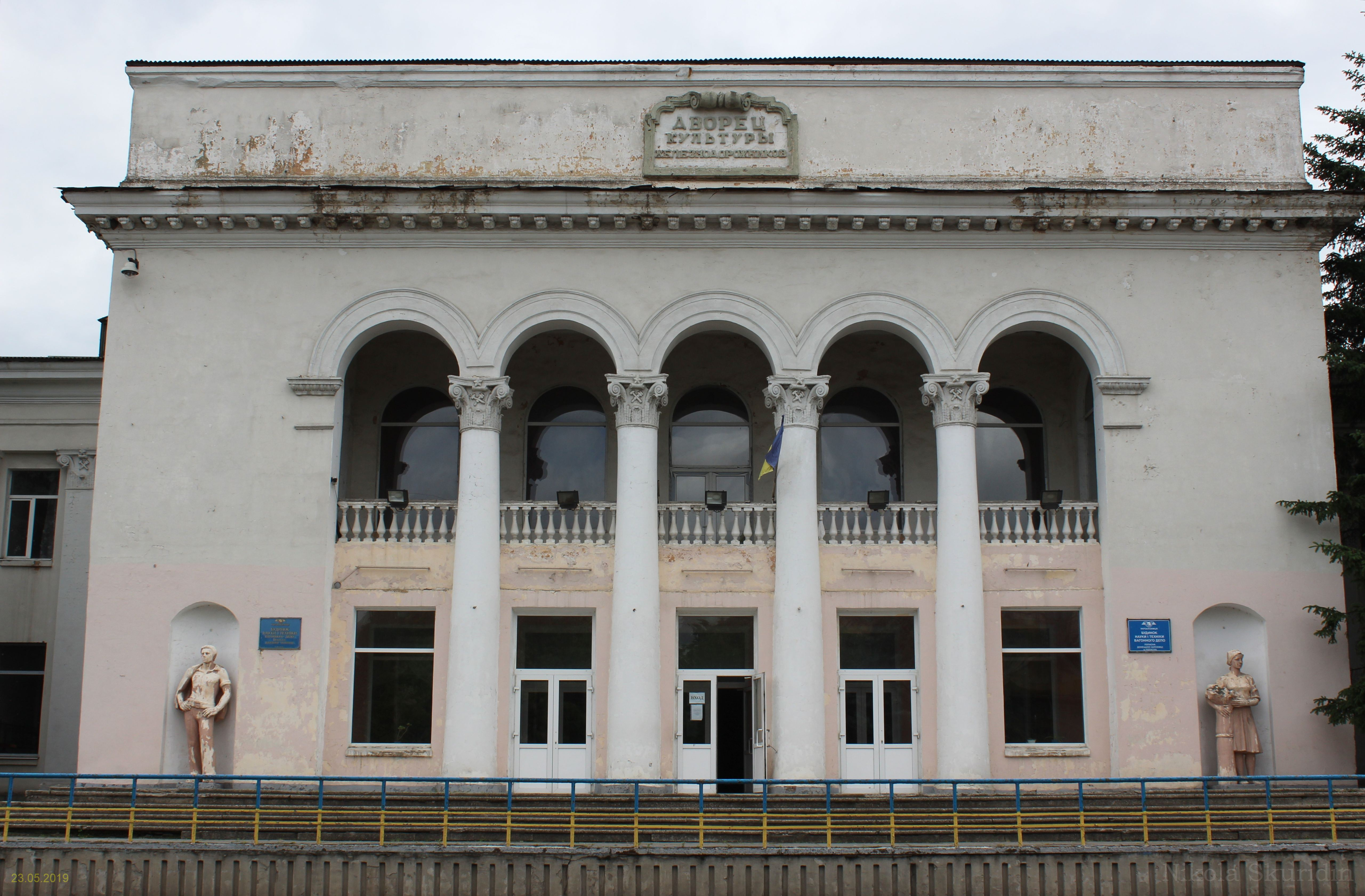
Будинок науки і техніки
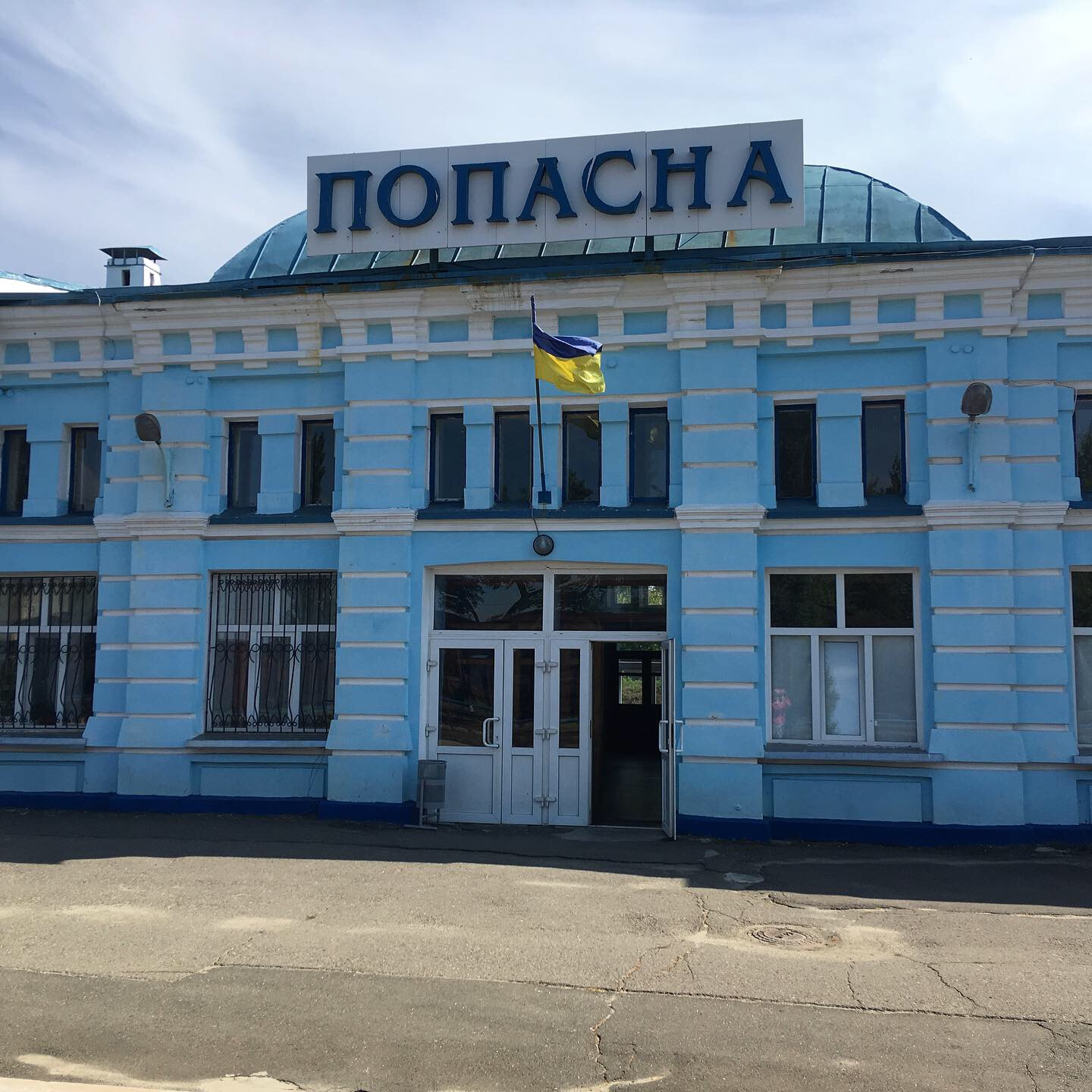
Залізничний вокзал
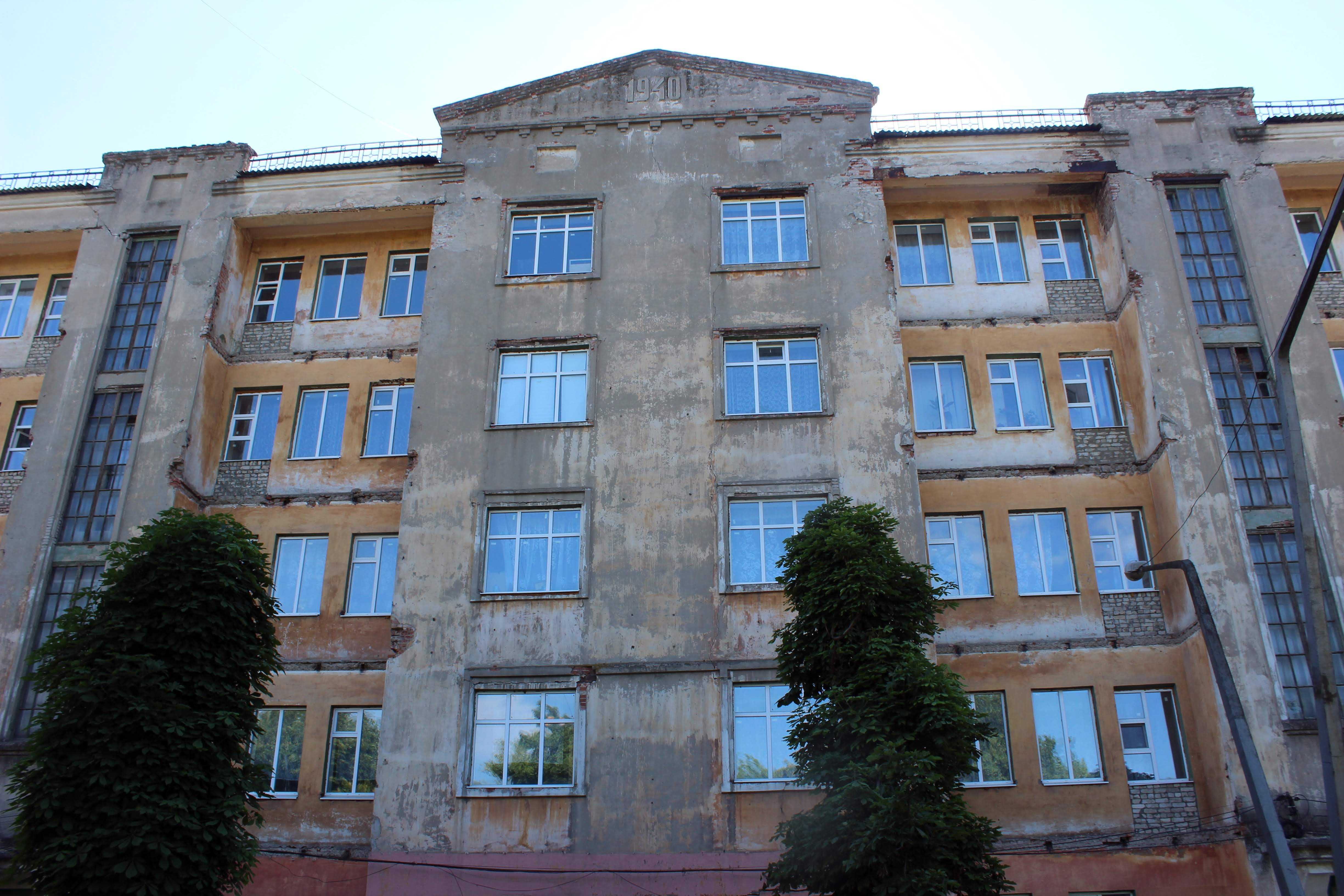
Житловий будинок 1940 року

### Парки та площі

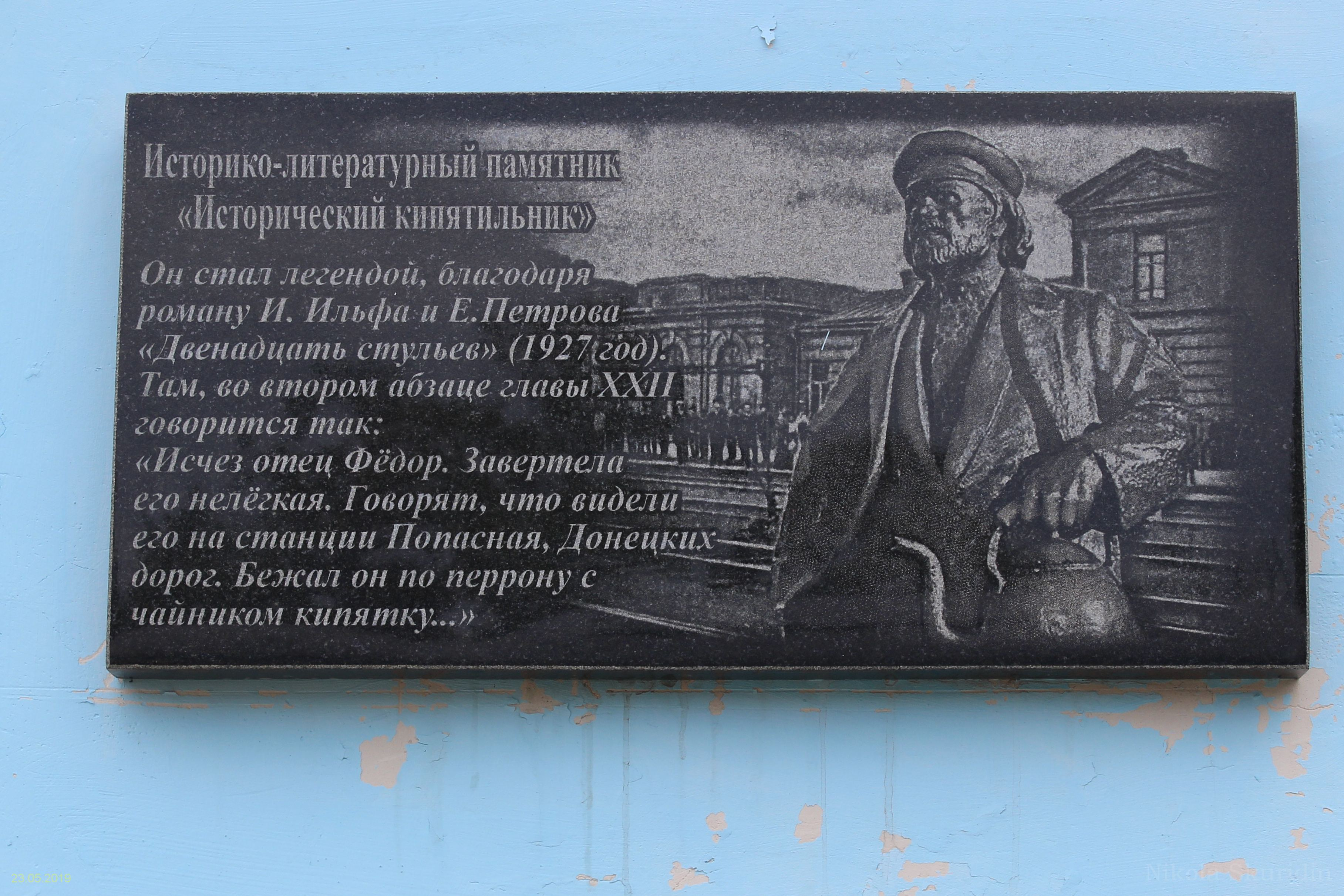

- Сквер «Єднання сердець» — у сквері знаходиться скульптура і місток для закоханих;
- Парк імені Калюжного — з фонтаном відреставрованим у 2019-у році;
- Сосновий бір — знаходиться на околицях мікрорайону Скляний;
- Площа Миру — на площі розташований фонтан з підсвіткою[20]

### Пам'ятники, скульптури та мурали
- Пам'ятник «Історичний кип'ятильник» — присвячений герою книги «12 стільців». Встановлений на залізничному вокзалі станції Попасна у 2018-у році;
- Мурали французького художника Жюльєна Маллана;
- Мурал — державний Герб України на фоні прапора.[20]

## Культура

### Фестивалі
- «Паславский-Fest» — фестиваль сучасної української пісні, присвячений воїну АТО — Марку Паславському, який захищав Попасну і загинув в Іловайську;
- Фестиваль борщу — проходить у вересні;
- Фестиваль вареників — проходить у лютому-березні.[20]

## Краєзнавчий музей

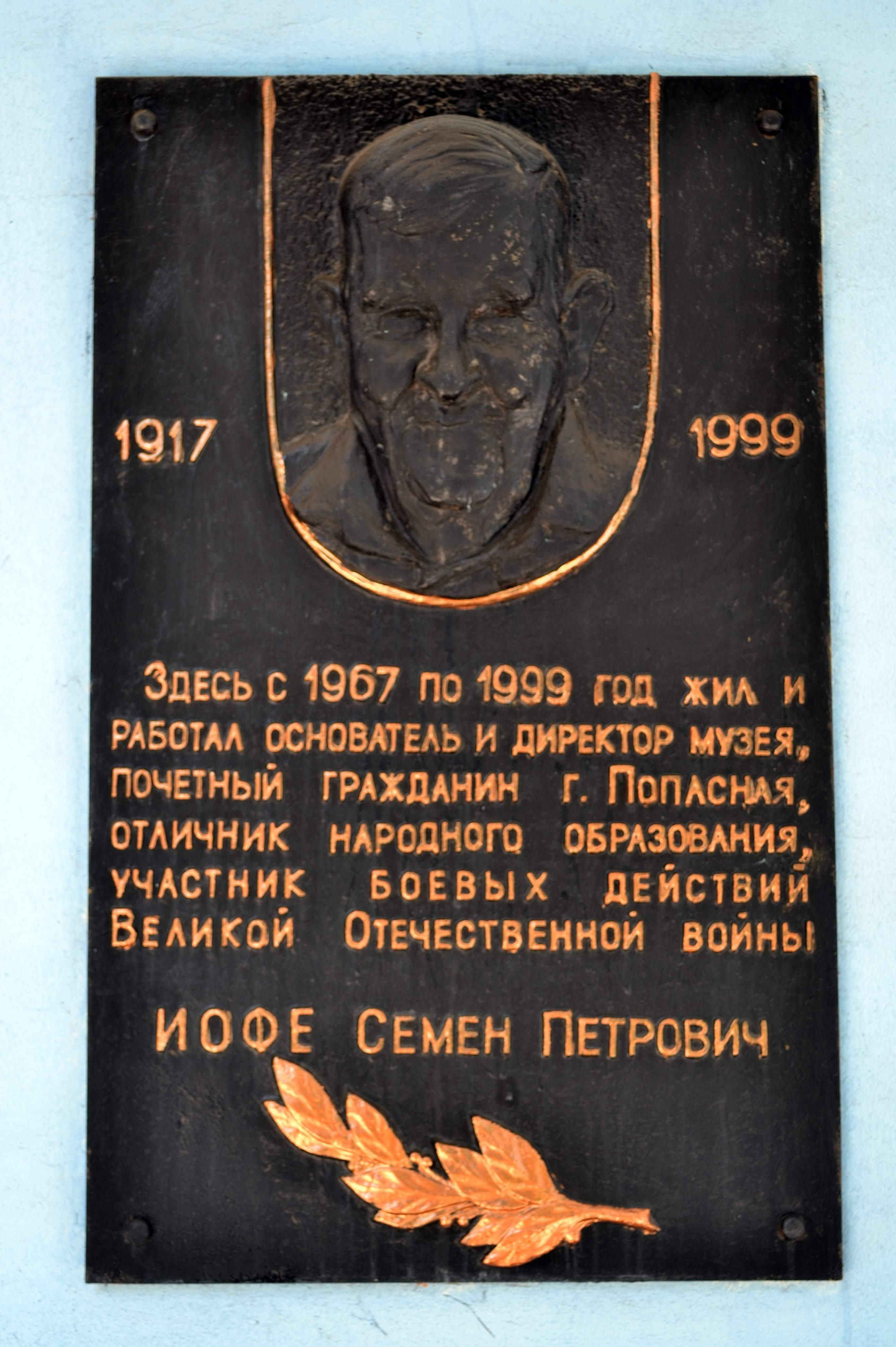

Попаснянський районний краєзнавчий музей заснований на базі колишнього шкільно-заводського музею. Організатором і беззмінним керівником музею був ветеран Другої світової війни, «Відмінник народної освіти», Почесний громадянин м. Попасна — Семен Петрович Іофе.
З 1952 року разом з учнями середньої школи № 45 він почав збирати різні старовинні речі.

09.05.1975 р. відбулося урочисте відкриття музею у окремому приміщенні по вул. Герцена, буд.3.
15.02.2002 р. рішенням сесії районної Ради музею присвоєно статус районного краєзнавчого музею.
Колекція районного краєзнавчого музею м. Попасна нараховує понад 13 тисяч одиниць зберігання — це пам'ятки археології, зібрання нумізматики, документи, твори мистецтва й побутові речі.
Музейну експозицію розгорнуто на площі 492 м² у 9 залах, де представлено майже 10 тисяч оригінальних експонатів, експозиція складається з наступних відділів:
- «Виникнення життя на землі»
- «Природа краю»
- «Історія краю періоду — кін. ХІХ — поч. ХХ ст.»
- «Історія краю з 1905 до кінця 1930 рр.»
- «Історія краю періоду Другої світової війни з 1941 по 1945 рр.»
- «Мистецтво Попаснянщини»
- «АТО».

Віртуальна подорож музеєм
Екскурсійні дні: з вівторка по суботу з 8:00 до 17:00.

Світлини
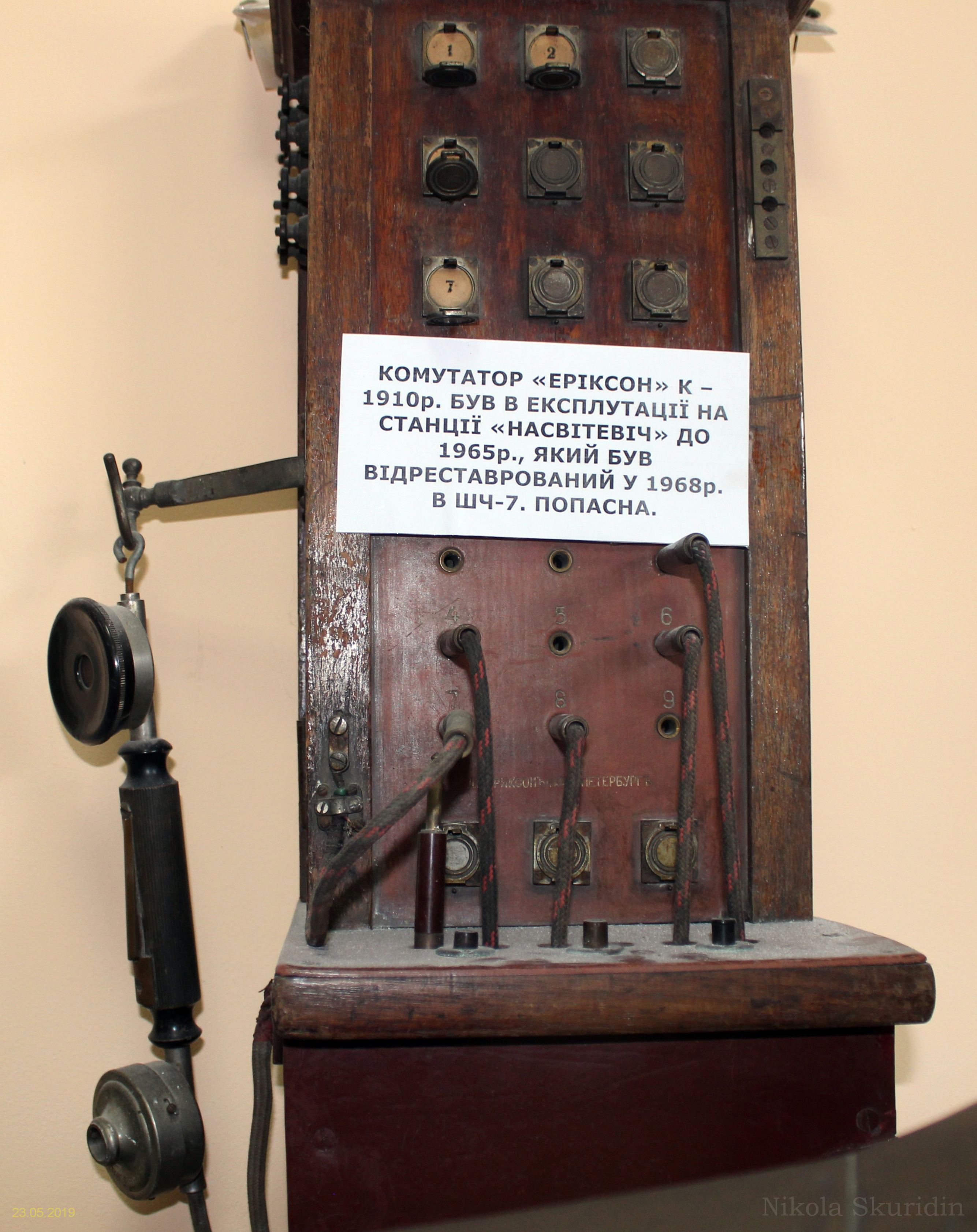
Комутатор Еріксон
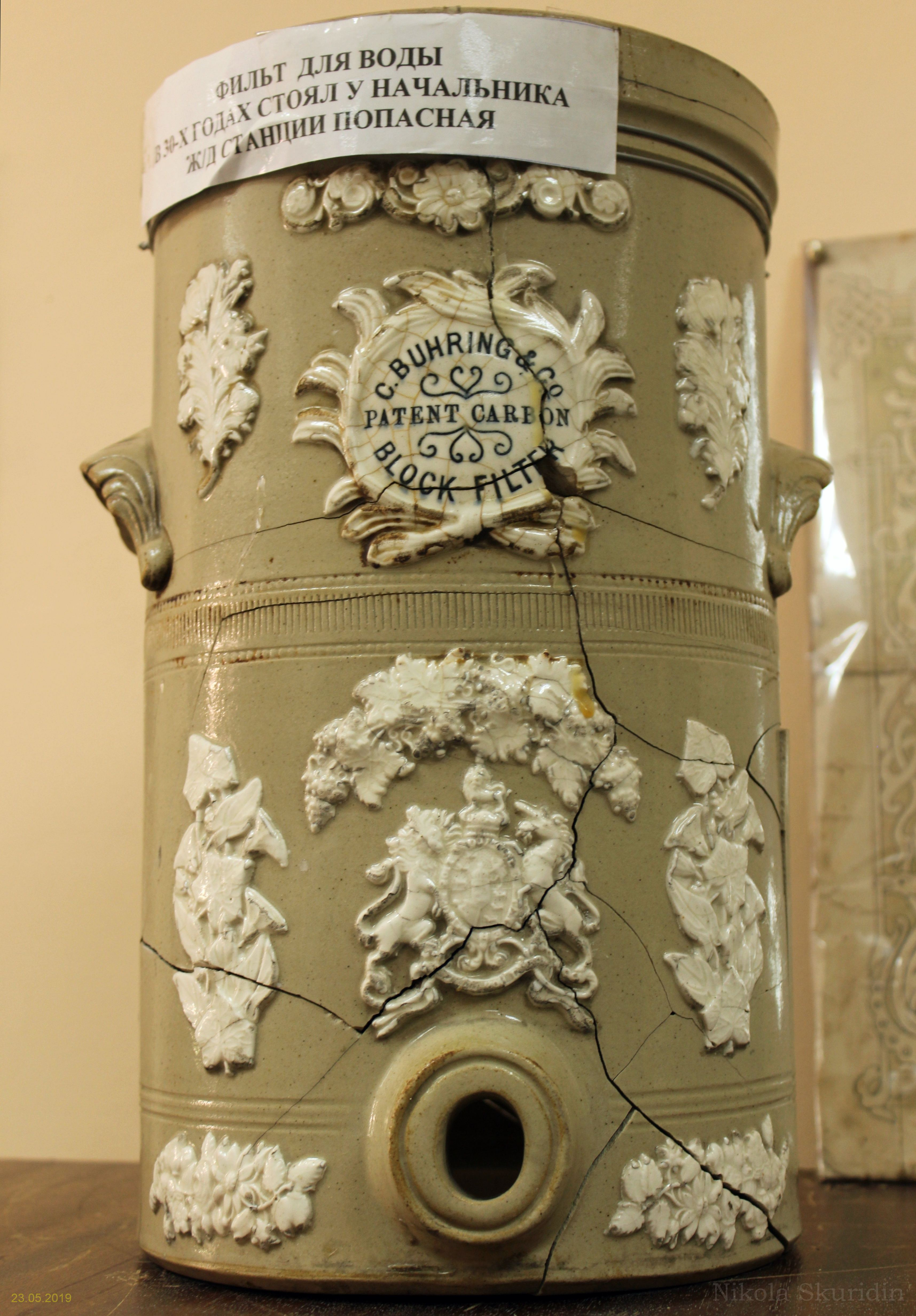
Фільтр питної води
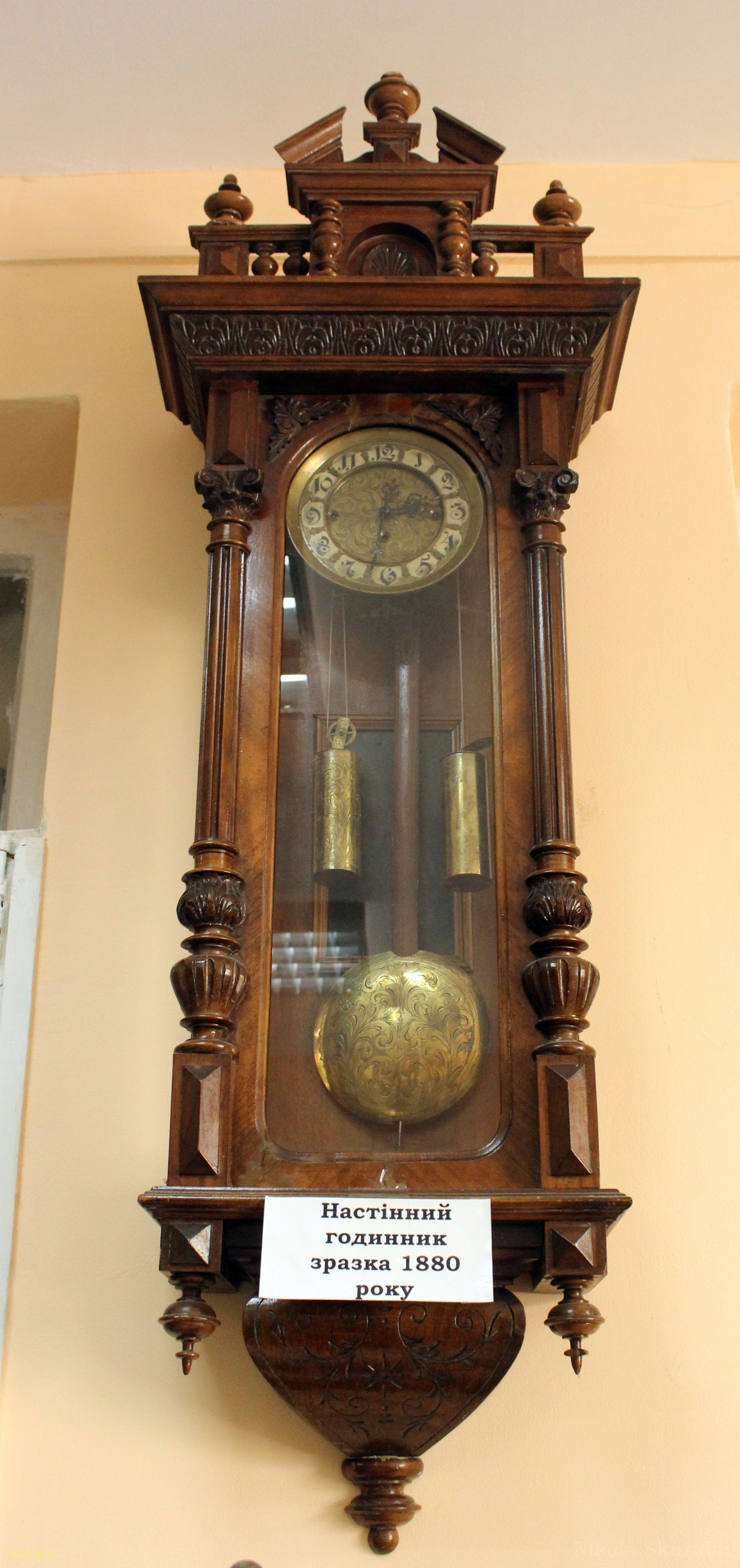
Годинник
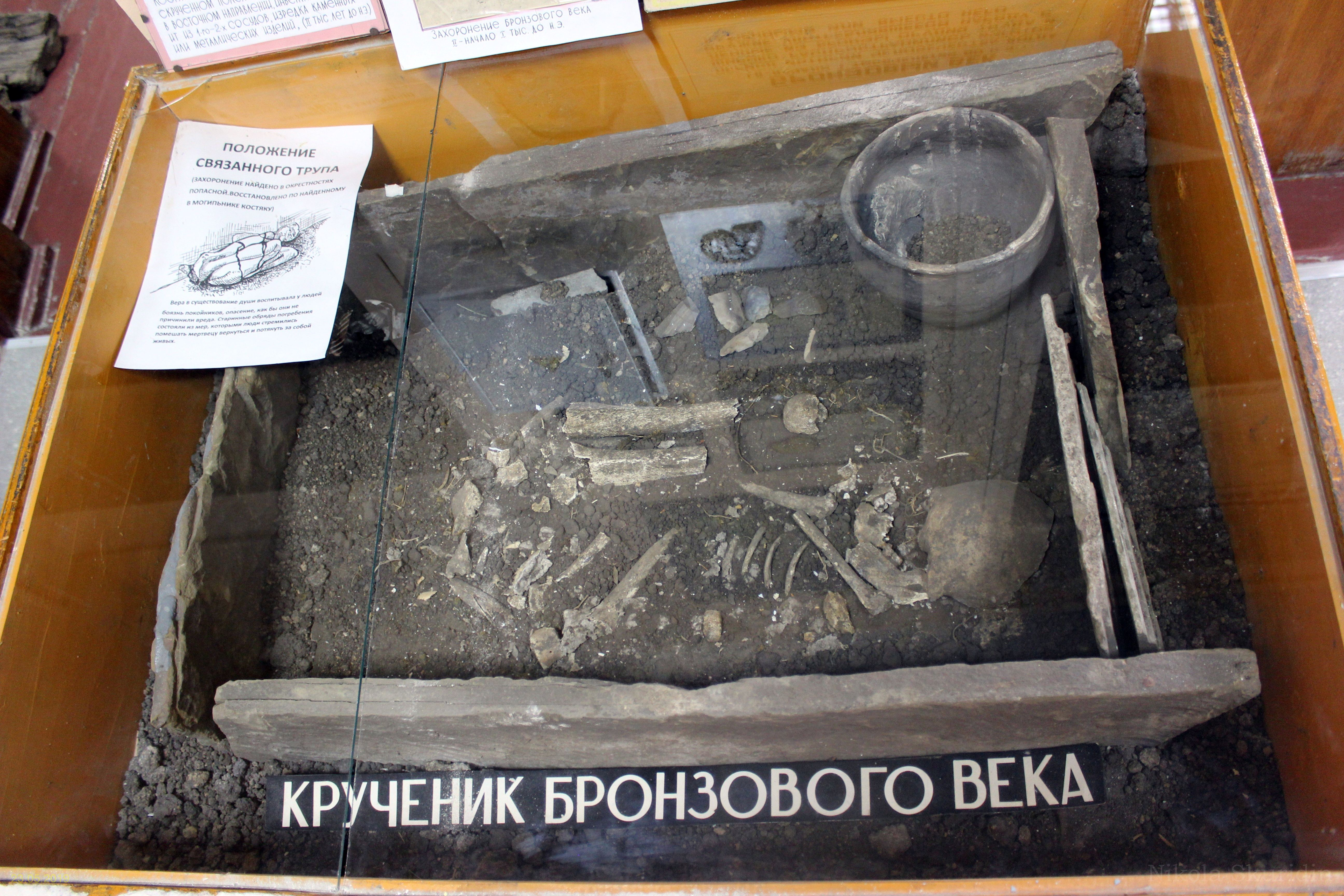
Крученик
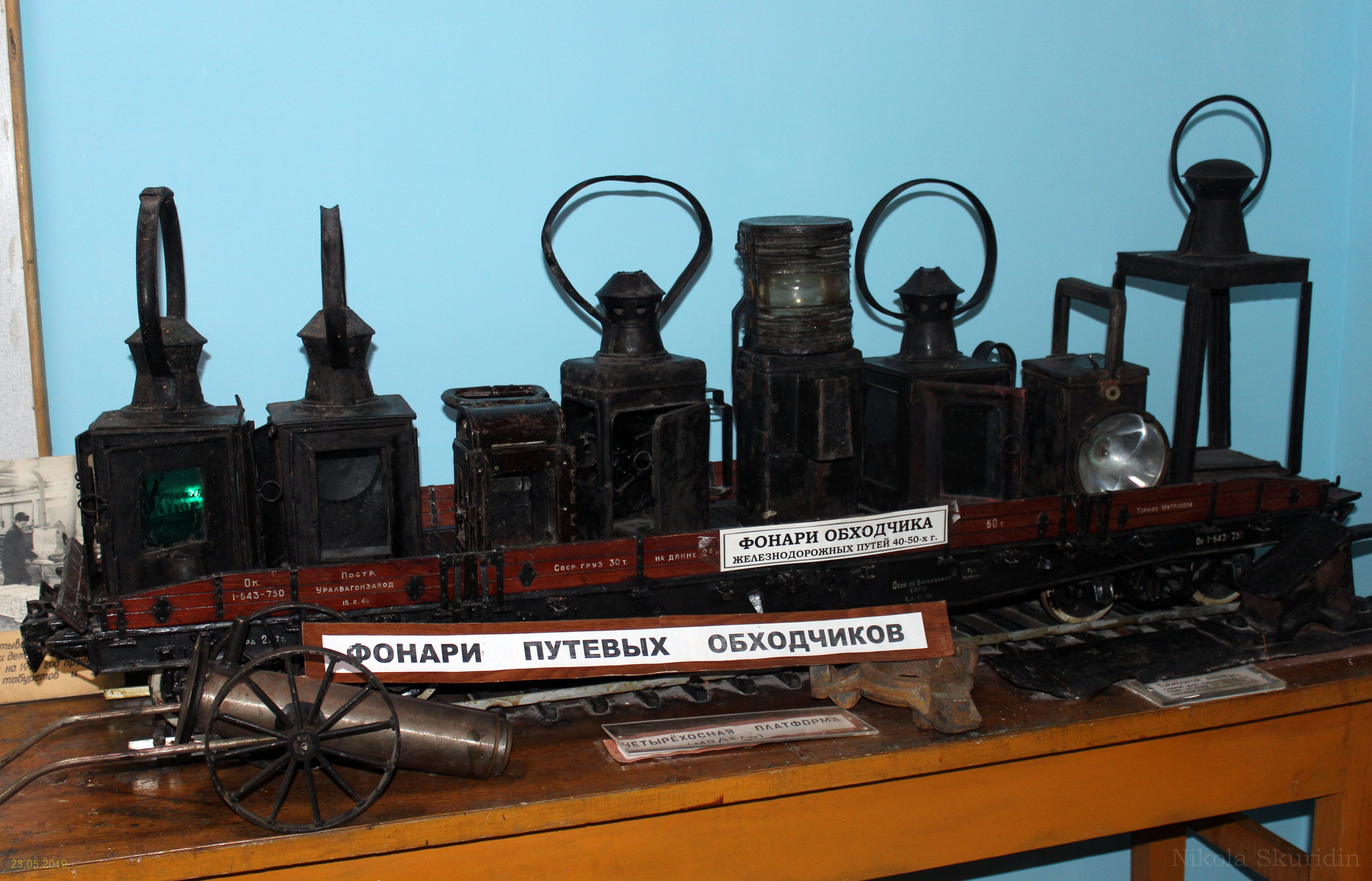
Ліхтарі
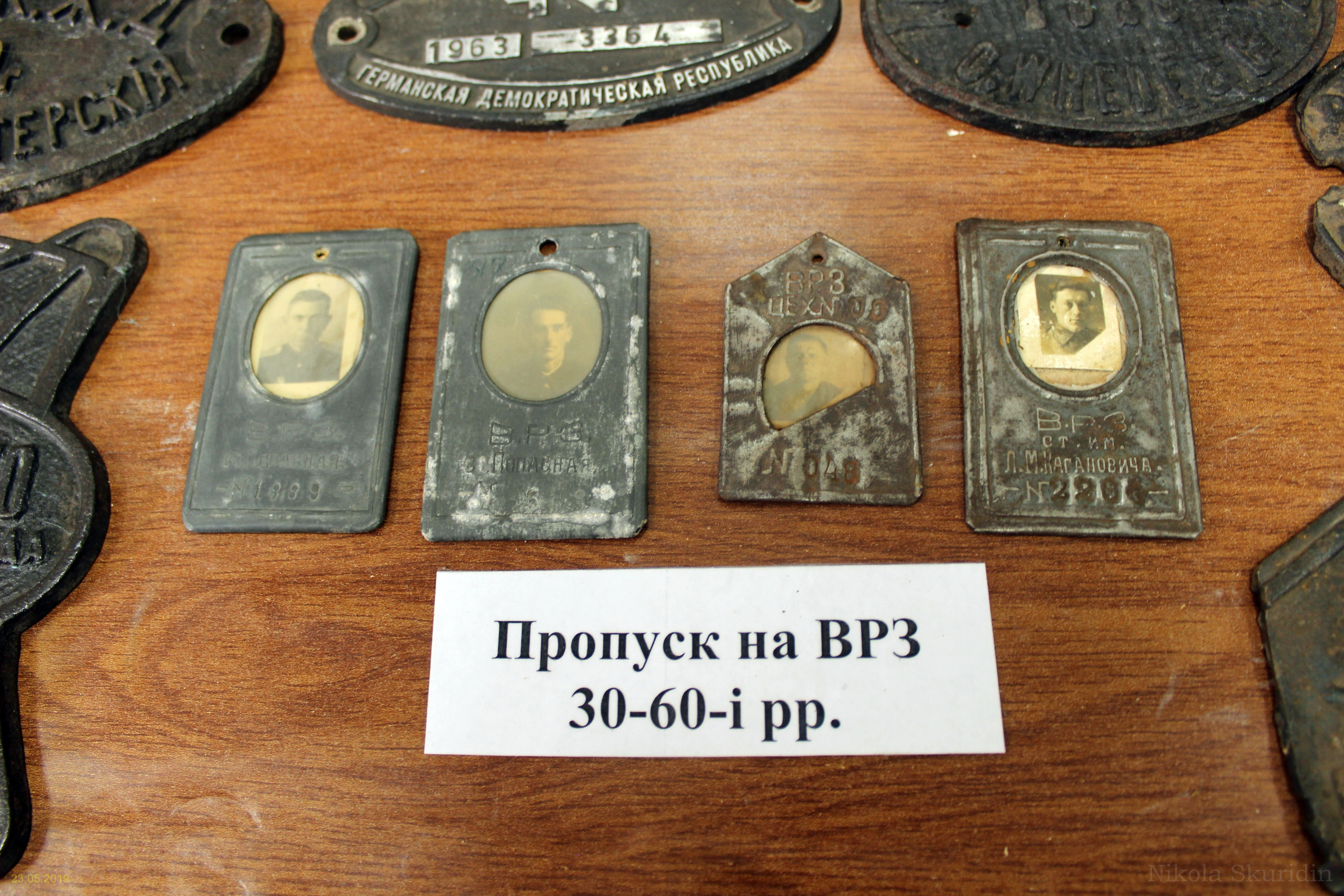
Перепустки до ВРЗ
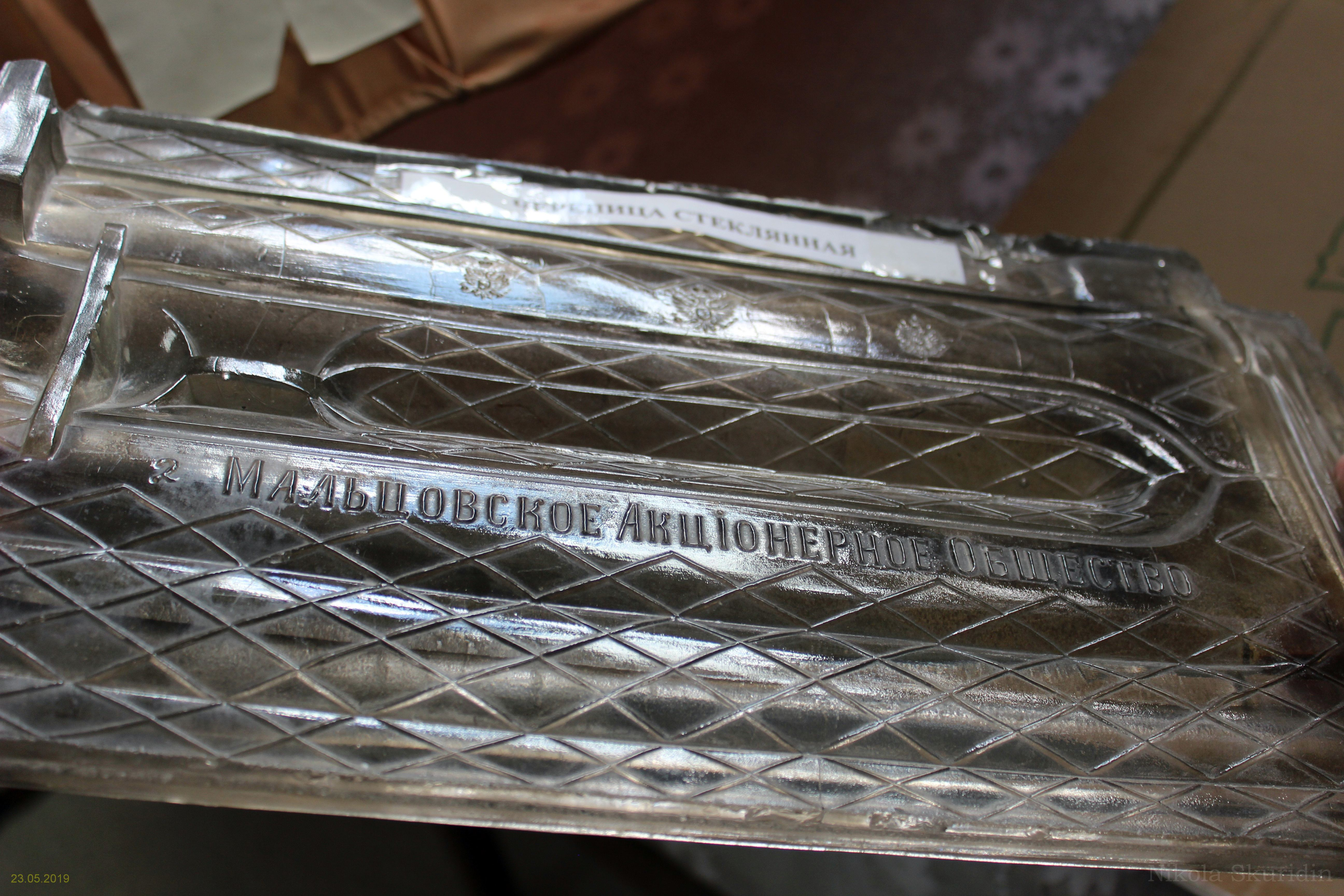
Черепиця

## Місто-побратим
- Сент-Етьєн, Франція[23]

## Уродженці міста
- Бережний Владислав Олегович (1996—2019) — сержант Збройних сил України, учасник російсько-української війни[24]
- Єгоров Давид Артемович (2001—2023) — старший солдат Збройних сил України, учасник російсько-української війни.
- Іванченков Андрій Вікторович (13.03.1972 — 02.04.2023) — старший сержант 58-ої окремої мотопіхотної бригади імені гетьмана Івана Виговського Збройних Сил України, що загинув під час російського вторгнення в Україну 2022 року[25].
- Комаровський Олексій Валентинович (нар. 1974) — український кіносценарист, драматург, педагог
- Лукін Сергій Вікторович (6.08.1971 —4.04.2025) — молодший сержант, (старший стрілець-оператор військової частини А4844), Збройних Сил України, що загинув під час російського вторгнення в Україну 2022 року. 2024 року нагороджений медаллю «Сильному духом»[26][27].
- Павловський Валерій Володимирович (* 1939) — радянський філософ.
- Петров Євген Анатолійович (1985—2014) — солдат Збройних сил України, учасник російсько-української війни.
- Пугач Валерій Михайлович (* 1945) — український фізик-ядерник, доктор фізико-математичних наук
- Савельєв Олег Миколайович (1928—1999) — лікар-гігієніст, доктор медичних наук, професор Буковинського медичного університету.[28]
- Шевченко Віктор Порфирович (нар. 1908) — український архітектор.

## Галерея

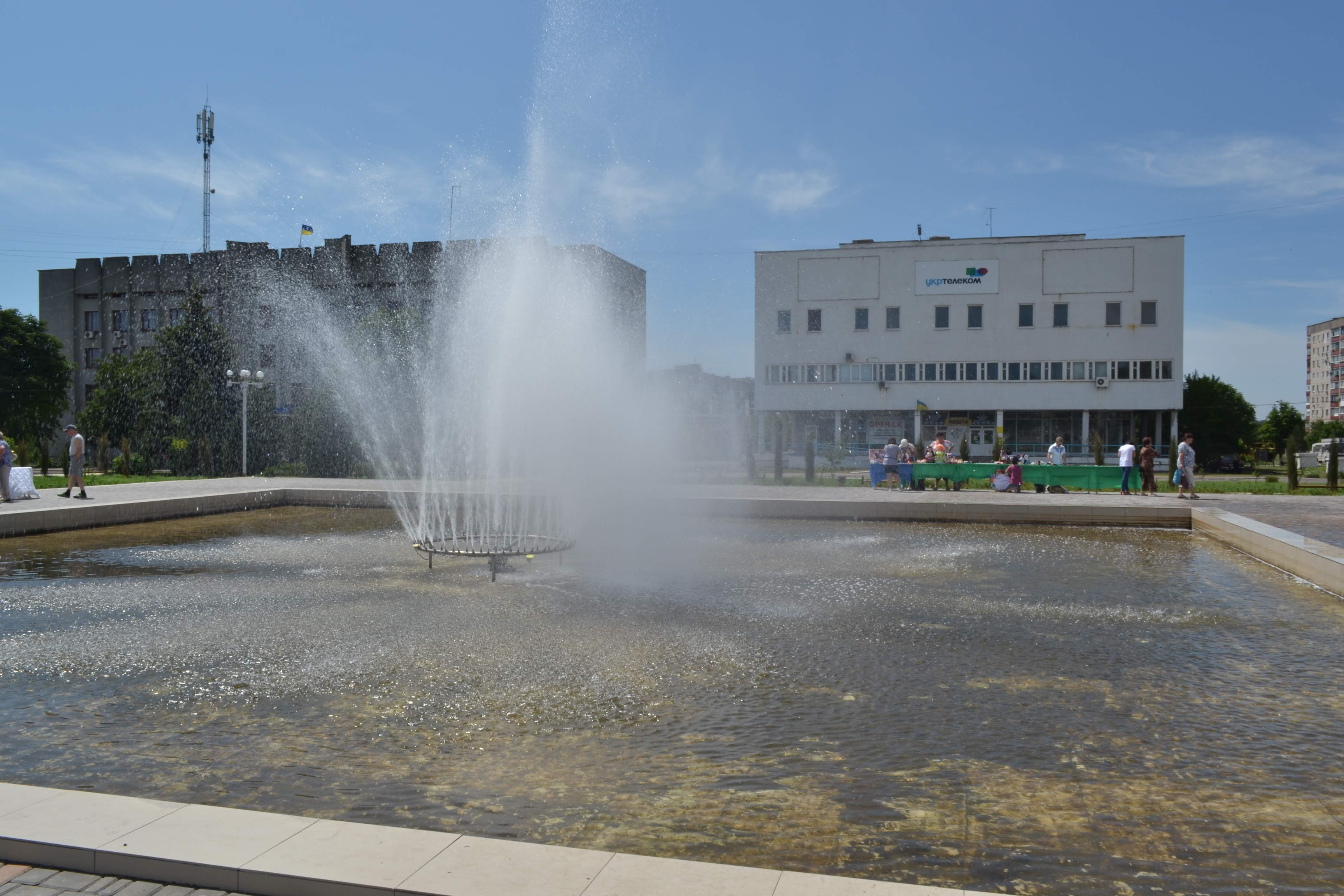
Фонтан
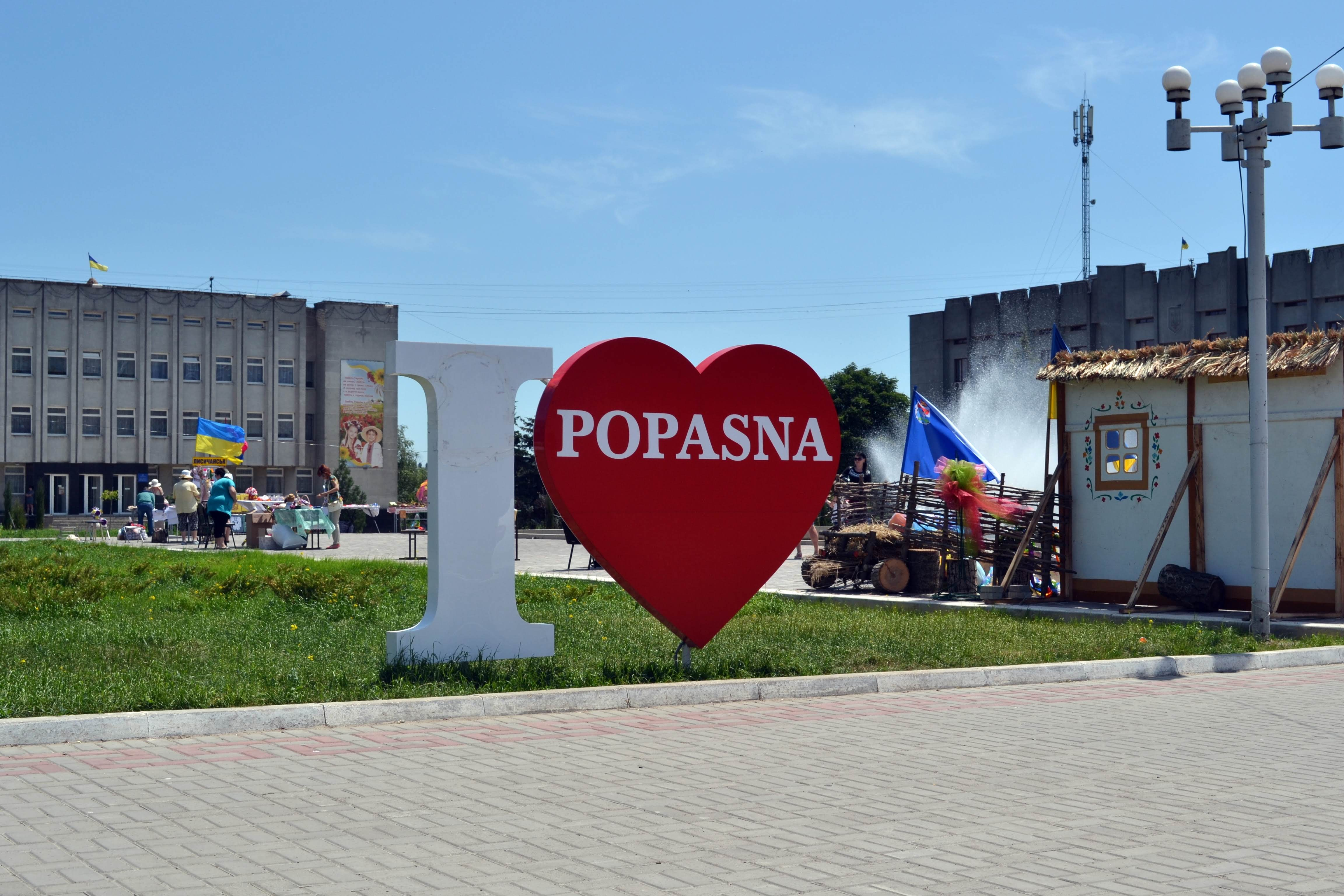
Площа
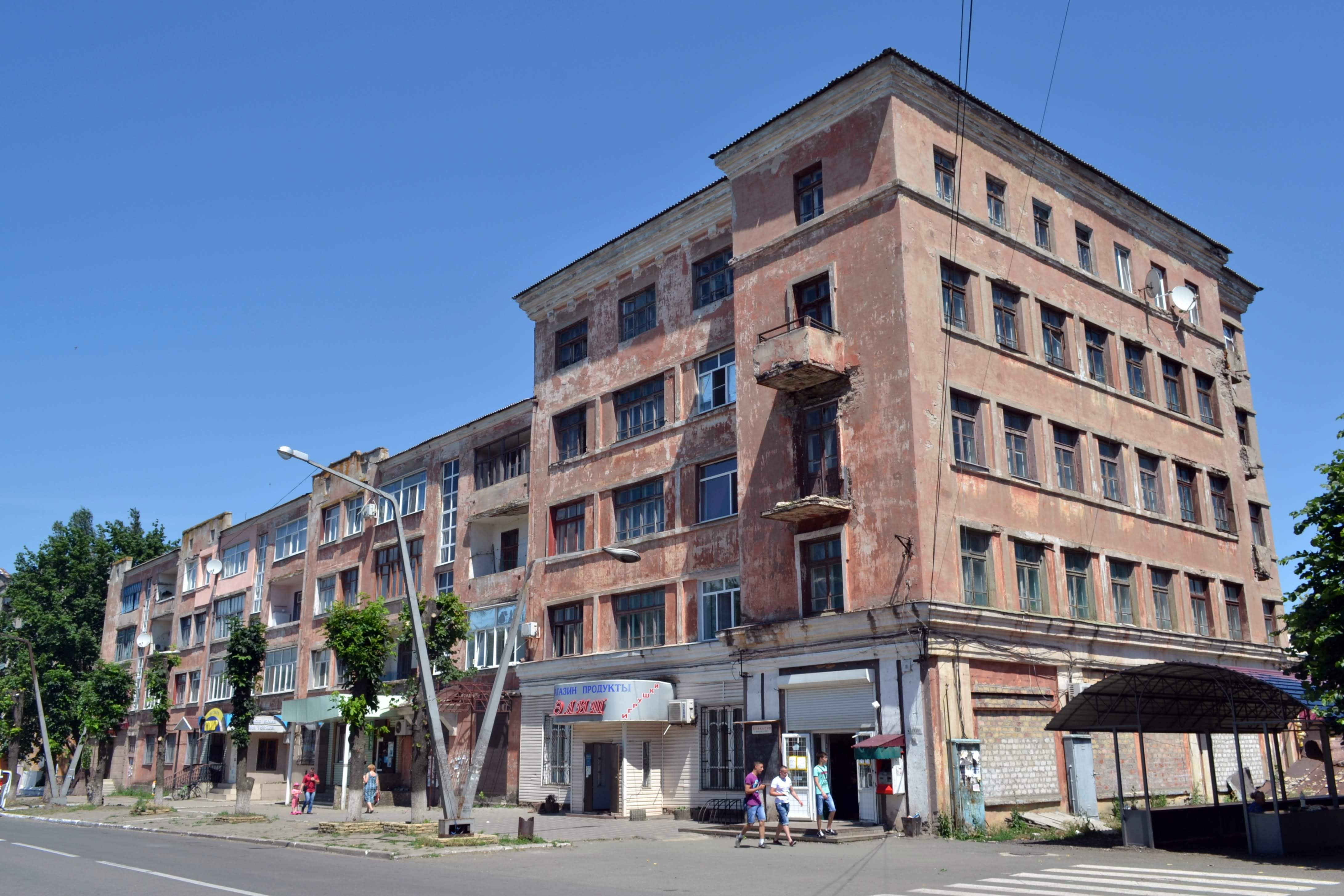
Попасна
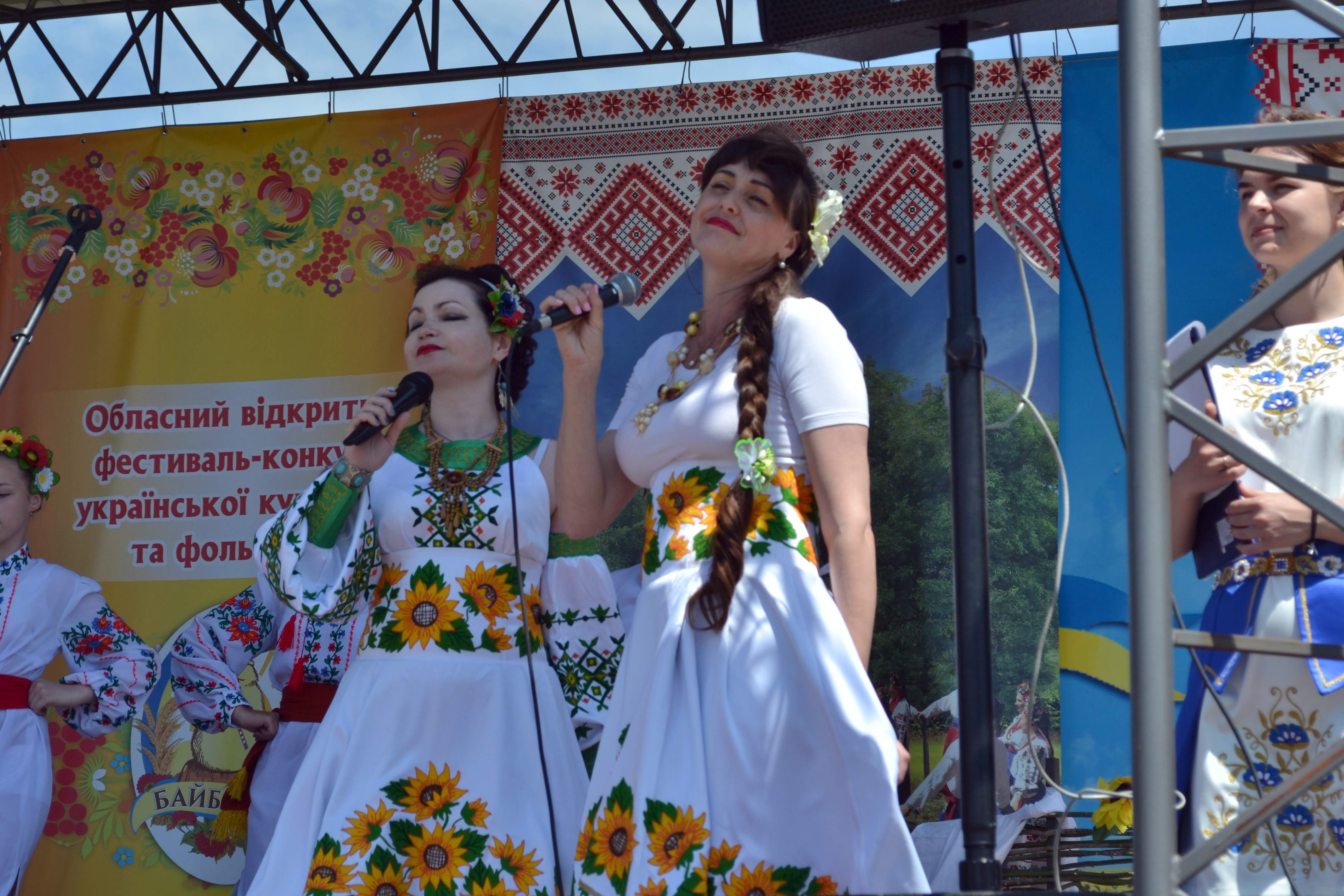
Байбак-фест 2018
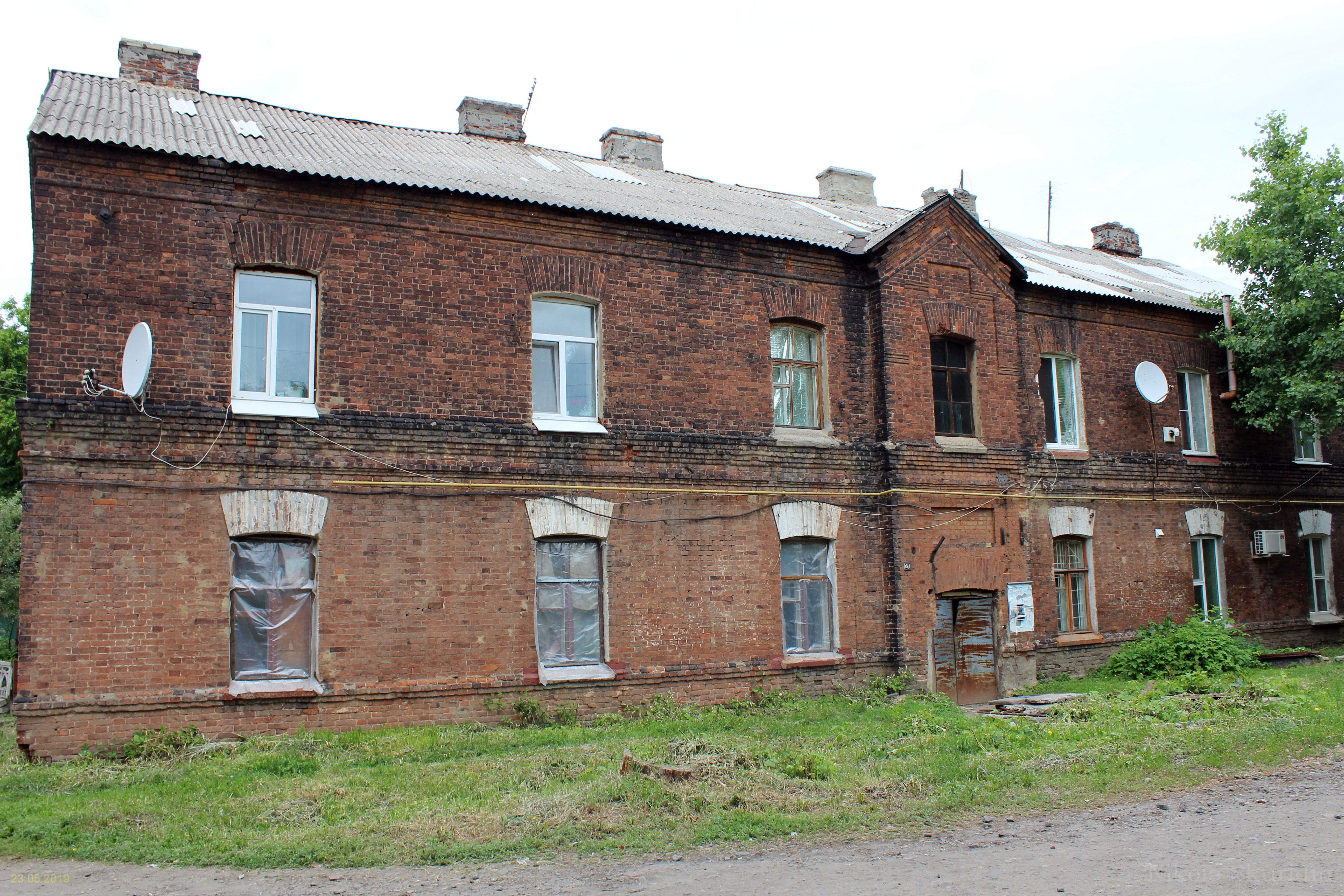
будинок
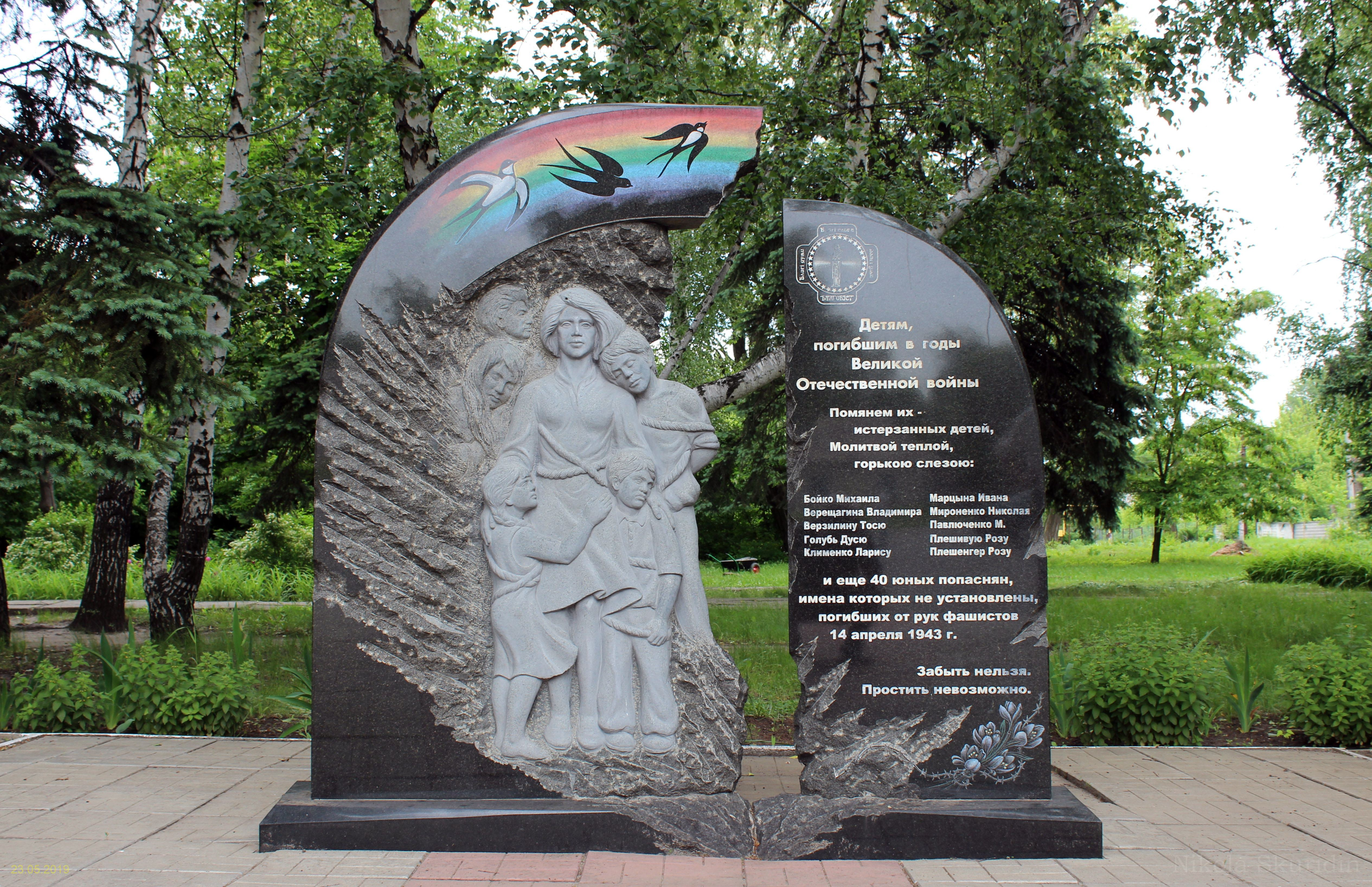
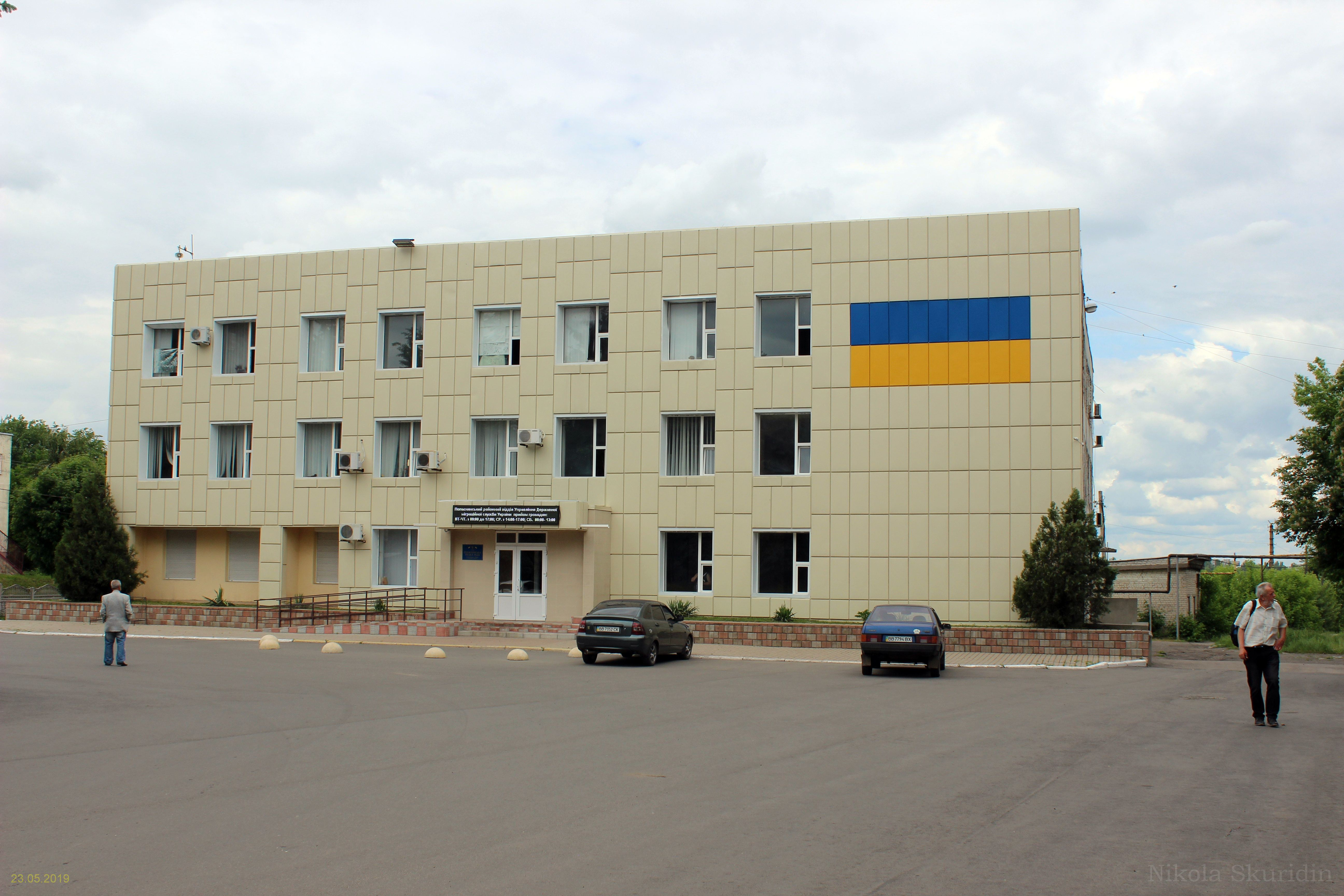

## Також
- Перелік населених пунктів, що постраждали від Голодомору 1932-1933, Луганська область